# Лашко Наталя Семенівна
Наталя Семенівна Лашко (нар. 21 листопада 1959, с. Моховатка, Рамонський район, Воронезька обл., СРСР) — українська дизайнерка інтер'єру, художниця декоративно-прикладного мистецтва в техніці квілтінгу та вишивки соломкою, авторка унікальних технік ДПМ.

## Біографія
Народилась  21 листопада 1959 р. у с. Моховатка, Рамонського район, Воронезької області. Батько Семен Семенович Михайлов — художник, мати Ніна Олексіївна — працівниця банку.
З 1975 по 1979 рік вчилась у Пензенському художньому училищі на відділенні оформлювання.
У 1979 році вступила на факультет «Інтер'єр та обладнання» у Харківський художньо-промисловий інститут,  який закінчила у 1984.

### Вчителі та викладачі, вплив
Провідні викладачі: Е. Іодиніс, К. Захаров (Пенза); Г. Тищенко, О. Пронін, М. Сватула, Є. Жердзіцький, С. Рибін, І. Фоміна (Харків); М. Кравчук (Луцьк); Н. О. Саєнко, Р. Павленко (Київ); Morgyn Owens-Celli (Моргин Овенс-Челлі), Ricky Tims (Рики Тимс), Rita Verroca (Рита Верока), Джинні Беєр, Кэрол Николас (Carol Nicholas) (США); Peter Shelley (Пітер Шеллі) (Велика Британія); Л. Сметаніна, Л. Гуржий, Н. Кас'янковська (Росія). Коло митців, серед яких працювала: В. Пиріжок, О. Гуменюк, Н. Шукіна, А. Лучко, Л. Заярна, Т. Щербина, Наталія Урсу, Сергій Кляпетура, Ірина Кляпетура, Борис Негода, А. Штогрин, І. Гуцул.
Сама майстриня визнає, що на деякі картини у техніці арт-квілту її надихнула творчість українського художника Івана Марчука.

## Праця і творча діяльність
З 1984 по 1992 рік Наталія Лашко працювала на посаді художника в бюро естетики на заводі «Електроприлад», м.Кам'янець-Подільський.
1992—1995 роки художниця у Кам'янець-Подільському Державному історичному музеї-заповіднику.
1995—2006 роки викладачка мистецьких дисциплін в школі-комплексі естетичного виховання з поглибленим вивченням англійської мови № 9 на відділенні «Образотворче мистецтво».
2005—2013 роки викладачка малюнку, живопису, художньої обробки тканин в КПНУ ім. Івана Огієнка.
У 2000-х Лашко брала участь в створенні ряду експозицій Кам'янець-Подільського державного музею заповідника (2008 — музей байкаря Микити Годованця, 2009 — експозиції «Період історії Кам'янця-Подільського та Поділля з 1917 року по наш час»), організовувала низку виставок відомих квілтарів міст Харкова та Києва у Виставковій залі та в Картинній галереї Кам'янця-Подільского; експонувала роботи студентів Кам'янець-подільського національного університету ім. І. Огієнка в різних містах України та за кордоном.
Паралельно з основною роботою ще у 1984 р. разом з чоловіком, Володимиром Лашком, створила авторську техніку художньої вишивки соломкою. Подібна техніка є унікальною, у світі нею володіють одиниці.
У 2010 р. розробила авторську техніку арт-квілту.

### Техніки
Художниця володіє техніками: вишивка соломкою, батик, ткацтво, арт-квілт, олійний та акварельний живопис та ін.

### Учні
Найвідоміші учні мисткині: Н. Щульц (канд. мистецтвознавства), І. Винниченко, І. Лашко.

## Виставки, нагороди, публікації
З 1994 р. презентувала в Україні (в Кам'янці-Подільскому, Хмельницькому, Києві, Харкові, Луцьку, Коломиї, Яремче) та за кордоном (в Росії, Сербії) 17 персональних виставок. Неодноразово брала участь в республіканських, обласних, міських виставках та міжнародних фестивалях, симпозіумах, виставках-конкурсах, займала призові місця. Роботи знаходяться в приватних колекціях Швейцарії, Ізраїлю, Франції, Польщі, Сербії, Росії.
Наталія Лашко є авторкою ряду статей і публікацій у царині образотворчого мистецтва.
У 2013 році рішенням Хмельницької обласної комісії присуджено персональну стипендію за високу професійну діяльність та вагомий внесок у розвиток культури та Декоративно-прикладного мистецтва Хмельниччини, Хмельницька ОДА.
У квітні 2019 року на Міжнародному конкурсі «Хвала тобі, мій Господь! Від Франциска до Франциска» у італійському м.Верона робота майстрині у техніці квілт «Вознесемо серця! Sursum corda!» з зображеннями Папи Римського Франциска та св.Франциска Ассізького посіла І місце.
У 2019 році за роботу у техніці арт-квілту "...Йшла до нього, наче місячна царівна" Наталія Лашко отримала найвищу нагороду в номінації "Інноваційні клаптикові техніки" на фестивалі печворку в Х'юстоні, США.
У 2022 році після початку повномасштабної фази російсько-української війни майстриня створила картину у жанрі арт-квілту "Розкажи мені, мамо, казку про квітучу країну мою", яка отримала першу премію на конкурсі Carrefour Europeen du Patchwork.
Членкиня Спілки майстрів народного мистецтва України (2003), членкиня художньої ради спілки.
Соавтором деяких робіт Наталії Лашко є її син Ілля Лашко, який також володіє технікою вишивки соломкою.

## Роботи
Кожна робота майстрині є унікальною і неповторною. Нею вперше в Україні був вишитий соломкою повний комплект богослужбової одежі єпископа Сокальсько-Жовківської Єпархії УГКЦ для Різдвяних богослужінь.
У техніці вишивки соломкою створені триптихи “Мальви”, “Бандуро моя золота”,“Сон”(по твору Т.Г.Шевченка), "Гей, соколи", поліптих "Мені тринадцятий минало. Т.Шевченко", картини “Равлик”, "Соняхи",  ікони “Різдво”, “Мадонна”, одяг для Богослужіння - Архіерейська риза.
У техніці квілтингу: «Вознесемо серця! Sursum corda!» ,"...Йшла до нього, наче місячна царівна", "Яблуко снігу", "Буття та час", «Ой, летіли дикі гусі», "Розкажи мені, мамо, казку про квітучу країну мою", «Два кольори мої, два кольори...» , "І постане Архангел Михаїл, той, що стоїть за синів народу твого..." та інші